# Championnat de Slovénie de football 2007-2008
Navigation
Saison précédente Saison suivante
La saison 2007-2008 du Championnat de Slovénie de football était la 17e édition de la première division slovène à poule unique, la PrvaLiga. Les 10 meilleurs clubs slovènes jouent les uns contre les autres à 4 reprises durant la saison, 2 fois à domicile et 2 fois à l'extérieur. À l'issue de la saison, l'avant-dernier joue un barrage de promotion-relégation et le dernier est directement relégué en D2.
Le NK Domžale, champion en titre, termine à nouveau en tête du championnat cette saison. Il termine 9 points devant le NK FC Koper et le HIT Gorica complète le podium, à 16 points du champion. C'est le 2e titre de champion de l'histoire du club.

## Les 10 clubs participants
| - NK Maribor - NK Nafta Lendava - HIT Gorica - NK FC Koper - Publikum Celje | - NK Drava Ptuj - Interblock Ljubljana - NK Domžale - NK Primorje - NK Livar - Promu de D2 |

## Compétition
Le barème de points servant à établir le classement se décompose ainsi :
- Victoire : 3 points
- Match nul : 1 point
- Défaite : 0 point

### Classement
| Rang | Équipe                   | Pts | J  | G  | N  | P  | Bp | Bc | Diff |
| ---- | ------------------------ | --- | -- | -- | -- | -- | -- | -- | ---- |
| 1    | NK Domžale (T)           | 73  | 36 | 21 | 10 | 5  | 65 | 31 | +34  |
| 2    | NK FC Koper              | 64  | 36 | 18 | 10 | 8  | 68 | 50 | +18  |
| 3    | HIT Gorica               | 57  | 36 | 16 | 9  | 11 | 61 | 50 | +11  |
| 4    | NK Maribor               | 52  | 36 | 14 | 10 | 12 | 55 | 46 | +9   |
| 5    | Interblock Ljubljana (C) | 50  | 36 | 14 | 8  | 14 | 49 | 42 | +7   |
| 6    | NK Primorje              | 48  | 36 | 14 | 6  | 16 | 52 | 41 | +11  |
| 7    | Publikum Celje           | 48  | 36 | 14 | 6  | 16 | 45 | 47 | -2   |
| 8    | NK Nafta Lendava         | 47  | 36 | 12 | 11 | 13 | 43 | 56 | -13  |
| 9    | NK Drava Ptuj            | 44  | 36 | 13 | 5  | 18 | 45 | 64 | -19  |
| 10   | NK Livar (P)             | 17  | 36 | 4  | 5  | 27 | 39 | 95 | -56  |

|  | Qualification pour la Ligue des champions 2008-2009                                           |
|  | Qualification pour la Coupe UEFA 2008-2009                                                    |
|  | Qualification pour la Coupe Intertoto 2008                                                    |
|  | Participation au barrage de promotion-relégation                                              |
|  | Relégation directe en deuxième division                                                       |
|  | (T) Tenant du titre (C) Vainqueur de la Coupe de Slovénie (P) Club promu de deuxième division |

### Matchs

#### Barrage de promotion-relégation
Le 9e de première division affronte le 2e de D2 lors d'un duel en matchs aller-retour afin de conserver sa place parmi l'élite.
| Équipe 1           | Résultat | Équipe 2         | Aller | Retour |
| ------------------ | -------- | ---------------- | ----- | ------ |
| NK Drava Ptuj (D1) | 2 - 1    | SC Bonifika (D2) | 2 - 0 | 0 - 1  |

- Le NK Drava Ptuj se maintient en première division.

## Bilan de la saison
| Championnat de Slovénie de football 2007-2008 |                       |
| Champion                                      | NK Domžale (2e titre) |
| Coupes et trophées                            |                       |
| Vainqueur de la Coupe de Slovénie 2007-2008   | Interblock Ljubljana  |
| Qualifications continentales                  |                       |
| Ligue des champions 2008-2009                 | NK Domžale            |
| Coupe UEFA 2008-2009                          | Interblock Ljubljana  |
| Coupe UEFA 2008-2009                          | NK FC Koper           |
| Coupe Intertoto 2008                          | HIT Gorica            |
| Promotions et relégations                     |                       |
| Promus en PrvaLiga                            | NK Rudar Velenje      |
| Relégués en Division 2                        | NK Livar              |